# Hibernate Shards
A Hibernate Shards egy olyan keretrendszer, amely olyan problémákra nyújt megoldást, ahol az összes szükséges adatot nem tudjuk egy relációs adatbázisban eltárolni. Az adatok egységbe zárhatók, minimalizálva ezen műveletek komplexitását, támogatást nyújtva a horizontális particionálás megvalósítására a Hibernate Core-ban.
Használata abban az esetben javasolt például, amikor túl sok adattal, vagy elosztott architektúrán kell dolgozni. Ilyen esetekben több elosztott adatbázisra lehet szükség, amely kétségkívül bonyolítja egy alkalmazás fejlesztését.
A shard szó jelentése cserép, szilánk, a Hibernate Shards felfogható, mint egy keretrendszer, mely ezen külön álló szilánkokat egyesíti, hogy a fejlesztő egységként tudja kezelni őket.

## Legfőbb tulajdonságai
- Sztenderd Hibernate programozási modell: lehetővé teszi, hogy az eddig használt Hibernate API (pl. SessionFactory, Session, Criteria,Query) a szokásos módon használható legyen. Azaz aki ismerte a Hibernate használatát, már ismeri a Hibenate Shards használatát is.
- Rugalmas sharding (szilánkolási) stratégiák: az adatok szabadon eloszthatók a szilánkok közt. Ehhez használhatók a kész stratégiák, vagy egy a felhasználó által definiált saját stratégia.
- Virtuális shard-ok (szilánkok) támogatása: Amennyiben a szilánkolási stratégia változik, az új szilánkok hozzáadása és rajtuk az adatok elosztása az nehéz feladat lehet, ám a Hibernate Shards támogatja a virtuális shard-ok (szilánkok) létrehozását, amivel az adatok újraelosztása egyszerűsíthető.
- Ingyenes / nyílt forráskódú: A Hibernate Shards a LGPL (Lesser GNU Public License) égisze alatt bejegyezett termék

## Példa
Az alábbi példa a világ minden pontjáról érkező időjárási adatokat dolgoz fel és tárol el egy relációs adatbázisban:
Az adatbázissémát a következő sql definiálja:
```
 
CREATE
 
TABLE
 
WEATHER_REPORT
 
(

    
REPORT_ID
 
INT
 
NOT
 
NULL
 
AUTO_INCREMENT
 
PRIMARY
 
KEY
,

    
CONTINENT
 
ENUM
(
'AFRICA'
,
 
'ANTARCTICA'
,
 
'ASIA'
,
 
'AUSTRALIA'
,
 
'EUROPE'
,
 
'NORTH AMERICA'
,
 
'SOUTH AMERICA'
),

    
LATITUDE
 
FLOAT
,

    
LONGITUDE
 
FLOAT
,

    
TEMPERATURE
 
INT
,

    
REPORT_TIME
 
TIMESTAMP

 
);

```

Egy “jelentés” modellje:
```
 
public
 
class
 
WeatherReport
 
{

    
private
 
Integer
 
reportId
;

    
private
 
String
 
continent
;

    
private
 
BigDecimal
 
latitude
;

    
private
 
BigDecimal
 
longitude
;

    
private
 
int
 
temperature
;

    
private
 
Date
 
reportTime
;

    
...
 
// getters and setters

 
}

```

A weather.hbm.xml tartalma a következő:
```
 
<hibernate-mapping
 
package=
"org.hibernate.shards.example.model"
>

    
<class
 
name=
"WeatherReport"
 
table=
"WEATHER_REPORT"
>

        
<id
 
name=
"reportId"
 
column=
"REPORT_ID"
>

            
<generator
 
class=
"native"
/>

        
</id>

        
<property
 
name=
"continent"
 
column=
"CONTINENT"
/>

        
<property
 
name=
"latitude"
 
column=
"LATITUDE"
/>

        
<property
 
name=
"longitude"
 
column=
"LONGITUDE"
/>

        
<property
 
name=
"temperature"
 
column=
"TEMPERATURE"
/>

        
<property
 
name=
"reportTime"
 
type=
"timestamp"
 
column=
"REPORT_TIME"
/>

    
</class>

 
</hibernate-mapping>

```

Hozzáférés a SharedSessionFactory-hoz:
Az alábbi kódrészlet az időjárás jelentő alkalmazásból 3 szilánkot használ:
```
 
public
 
SessionFactory
 
createSessionFactory
()
 
{

        
Configuration
 
prototypeConfig
 
=
 
new
 
Configuration
().
configure
(
"shard0.hibernate.cfg.xml"
);

        
prototypeConfig
.
addResource
(
"weather.hbm.xml"
);

        
List
<
ShardConfiguration
>
 
shardConfigs
 
=
 
new
 
ArrayList
<
ShardConfiguration
>
();

        
shardConfigs
.
add
(
buildShardConfig
(
"shard0.hibernate.cfg.xml"
));

        
shardConfigs
.
add
(
buildShardConfig
(
"shard1.hibernate.cfg.xml"
));

        
shardConfigs
.
add
(
buildShardConfig
(
"shard2.hibernate.cfg.xml"
));

        
ShardStrategyFactory
 
shardStrategyFactory
 
=
 
buildShardStrategyFactory
();

        
ShardedConfiguration
 
shardedConfig
 
=
 
new
 
ShardedConfiguration
(

            
prototypeConfig
,

            
shardConfigs
,

            
shardStrategyFactory
);

        
return
 
shardedConfig
.
buildShardedSessionFactory
();

    
}

    
ShardStrategyFactory
 
buildShardStrategyFactory
()
 
{

        
ShardStrategyFactory
 
shardStrategyFactory
 
=
 
new
 
ShardStrategyFactory
()
 
{

            
public
 
ShardStrategy
 
newShardStrategy
(
List
<
ShardId
>
 
shardIds
)
 
{

                
RoundRobinShardLoadBalancer
 
loadBalancer
 
=
 
new
 
RoundRobinShardLoadBalancer
(
shardIds
);

                
ShardSelectionStrategy
 
pss
 
=
 
new
 
RoundRobinShardSelectionStrategy
(
loadBalancer
);

                
ShardResolutionStrategy
 
prs
 
=
 
new
 
AllShardsShardResolutionStrategy
(
shardIds
);

                
ShardAccessStrategy
 
pas
 
=
 
new
 
SequentialShardAccessStrategy
();

                
return
 
new
 
ShardStrategyImpl
(
pss
,
 
prs
,
 
pas
);

            
}

        
};

        
return
 
shardStrategyFactory
;

    
}

    
ShardConfiguration
 
buildShardConfig
(
String
 
configFile
)
 
{

        
Configuration
 
config
 
=
 
new
 
Configuration
().
configure
(
configFile
);

        
return
 
new
 
ConfigurationToShardConfigurationAdapter
(
config
);

    
}

```

A fenti kódrészletből kiderül, hogy valójában 4 Configuration számára foglalunk helyet. Az első a prototípus, a létrehozott ShardSessionFactory pedig a 3 sztenderd SessionFactory objektum referenciáit tárolja. Ezek közül mind három a prototípus konfigurációját hordozza. Mindössze pár attribútumukban térnek el:
- Connection.url
- Connection.user
- Connection.password
- Connection.datasource
- Cache.region_prefix

A 3 ShardConfiguration objektum shard-specifikus adatbázis url, adatbázis felhasználó, adatbázis kód, adatforrás azonosító és cache-régió prefix-et után fog nézni. Ez azt jelenti, hogy még ha meg is változtatjuk a kapcsolódási paramétereket a shard1.hibernate.xml-ben, a változtatások figyelmen kívül lesznek hagyva. Minden beállítás a fent felsoroltakat leszámítva a prototípus Configuration-ből származik.
A Configuration objektum létrehozása után össze kell raknunk egy ShardStrategyFactory-t. Ezután következhet a ShardedConfiguration elkészítése, melynek befejeztével kérhetjük a ShardedSessionFactory létrehozását. Fontos megjegyezni, hogy a ShardedSessionFactory a SessionFactory-ből származik.
Ezután vessünk egy pillantást a configuration és mapping fájlokra:
```
 
<!-- Contents of shard0.hibernate.cfg.xml -->

     
<hibernate-configuration>

       
<session-factory
 
name=
"HibernateSessionFactory0"
>
 
<!-- note the different name -->

         
<property
 
name=
"dialect"
>
org.hibernate.dialect.MySQLInnoDBDialect
</property>

         
<property
 
name=
"connection.driver_class"
>
com.mysql.jdbc.Driver
</property>

         
<property
 
name=
"connection.url"
>
jdbc:mysql://dbhost0:3306/mydb
</property>

         
<property
 
name=
"connection.username"
>
my_user
</property>

         
<property
 
name=
"connection.password"
>
my_password
</property>

         
<property
 
name=
"hibernate.connection.shard_id"
>
0
</property>
 
<!-- new -->

         
<property
 
name=
"hibernate.shard.enable_cross_shard_relationship_checks"
>
true
</property>
 
<!-- new -->

     
</session-factory>

   
</hibernate-configuration>

 
<!-- Contents of shard1.hibernate.cfg.xml -->

     
<hibernate-configuration>

       
<session-factory
 
name=
"HibernateSessionFactory1"
>
 
<!-- note the different name -->

         
<property
 
name=
"dialect"
>
org.hibernate.dialect.MySQLInnoDBDialect
</property>

         
<property
 
name=
"connection.driver_class"
>
com.mysql.jdbc.Driver
</property>

         
<property
 
name=
"connection.url"
>
jdbc:mysql://dbhost1:3306/mydb
</property>

         
<property
 
name=
"connection.username"
>
my_user
</property>

         
<property
 
name=
"connection.password"
>
my_password
</property>

         
<property
 
name=
"hibernate.connection.shard_id"
>
1
</property>
 
<!-- new -->

         
<property
 
name=
"hibernate.shard.enable_cross_shard_relationship_checks"
>
true
</property>
 
<!-- new -->

      
</session-factory>

   
</hibernate-configuration>

```

A shard2.hibernate.cfg.xml tartalmát nem részletezzük, az a fentiekből egyértelműen következik. Mindegyik session factory-nek egyedi nevet adunk a session-factory elem név attribútumával. Mindegyik session factory-hoz másik adatbázis szervert adunk meg. Ezen kívül a session factory-knak adunk egy egyedi shard id-t.
Ezután a mapping file megváltozik:
```
 
<hibernate-mapping
 
package=
"org.hibernate.shards.example.model"
>

    
<class
 
name=
"WeatherReport"
 
table=
"WEATHER_REPORT"
>

        
<id
 
name=
"reportId"
 
column=
"REPORT_ID"
 
type=
"long"
>

            
<generator
 
class=
"org.hibernate.shards.id.ShardedTableHiLoGenerator"
/>

        
</id>

        
<property
 
name=
"continent"
 
column=
"CONTINENT"
/>

        
<property
 
name=
"latitude"
 
column=
"LATITUDE"
/>

        
<property
 
name=
"longitude"
 
column=
"LONGITUDE"
/>

        
<property
 
name=
"temperature"
 
column=
"TEMPERATURE"
/>

        
<property
 
name=
"reportTime"
 
type=
"timestamp"
 
column=
"REPORT_TIME"
/>

    
</class>

 
</hibernate-mapping>

```

### A Hibernate annotációk használata shard-okkal
A fenti példában Hibernate mapping fájlokat használtunk, hogy a mapping-eket specifikáljuk, de ugyanezt megtehetjük Hibernate annotációkkal is:
```
 
@Entity

 
@Table
(
name
=
"WEATHER_REPORT"
)

 
public
 
class
 
WeatherReport
 
{

    
@Id
 
@GeneratedValue
(
generator
=
"WeatherReportIdGenerator"
)

    
@GenericGenerator
(
name
=
"WeatherReportIdGenerator"
,
 
strategy
=
"org.hibernate.shards.id.ShardedUUIDGenerator"
)

    
@Column
(
name
=
"REPORT_ID"
)

    
private
 
Integer
 
reportId
;

    
@Column
(
name
=
"CONTINENT"
)

    
private
 
String
 
continent
;

    
@Column
(
name
=
"LATITUDE"
)

    
private
 
BigDecimal
 
latitude
;

    
@Column
(
name
=
"LONGITUDE"
)

    
private
 
BigDecimal
 
longitude
;

    
@Column
(
name
=
"TEMPERATURE"
)

    
private
 
int
 
temperature
;

    
@Column
(
name
=
"REPORT_TIME"
)

    
private
 
Date
 
reportTime
;

    
...
 
// getters and setters

 
}

```

A fenti példa az annotációk használatára egy egyszerű példa. Ezután csak pár egyszerű változtatásra van szükség a createSessionFactory metódusban:
```
  
public
 
SessionFactory
 
createSessionFactory
()
 
{

          
AnnotationConfiguration
 
prototypeConfig
 
=
 
new
 
AnnotationConfiguration
().
configure
(
"shard0.hibernate.cfg.xml"
);

          
prototypeConfig
.
addAnnotatedClass
(
WeatherReport
.
class
);

          
List
<
ShardConfiguration
>
 
shardConfigs
 
=
 
new
 
ArrayList
<
ShardConfiguration
>
();

          
shardConfigs
.
add
(
buildShardConfig
(
"shard0.hibernate.cfg.xml"
));

          
shardConfigs
.
add
(
buildShardConfig
(
"shard1.hibernate.cfg.xml"
));

          
shardConfigs
.
add
(
buildShardConfig
(
"shard2.hibernate.cfg.xml"
));

          
ShardStrategyFactory
 
shardStrategyFactory
 
=
 
buildShardStrategyFactory
();

          
ShardedConfiguration
 
shardedConfig
 
=
 
new
 
ShardedConfiguration
(

               
prototypeConfig
,

               
shardConfigs
,

               
shardStrategyFactory
);

           
return
 
shardedConfig
.
buildShardedSessionFactory
();

       
}

```